# Alice Kindler

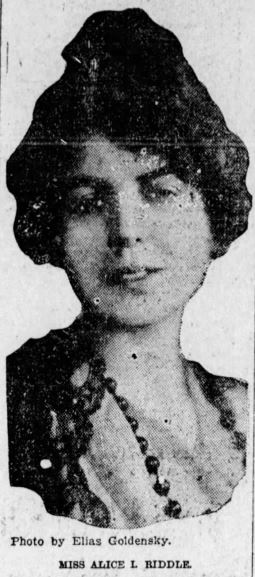
Alice Kindler (nella didascalia riportata come Alice Riddle) in una fotografia del 1915

Alice Kindler, nome alla nascita Alice Riddle (Filadelfia (quartiere Germantown), 3 ottobre 1892 – Londra, 1980), è stata una pittrice, litografa, insegnante e muralista statunitense.

## Biografia
Alice Riddle, nota anche come Alice L. Riddle Kindler, Mrs. Hans Kindler, studiò alla Pennsylvania Academy of the Fine Arts e alla Philadelphia School of Design per le donne. Dopo aver completato gli studi, vinse un viaggio per studiare in Europa durante l'estate e studiò brevemente all'Académie Julian a Parigi, Francia. Quando tornò, la Riddle entrò nella West Philadelphia High School e vinse una gara nel 1915 per completare i murales per la scuola. Due anni dopo la Riddle vinse un premio Gertrude Vanderbilt Whitney per la mostra "Friends of Young Artists" tenutasi a New York. Oltre a vincere il premio in denaro, decorò il foyer di un teatro come parte del suo premio.

## Vita privata
Riddle sposò Hans Kindler nel 1920 e subito dopo il matrimonio la coppia si trasferì a Senlis, in Francia. Per quasi un decennio la Kindler non dipinse, perché doveva allevare i suoi tre figli.
Nel 1929 il suo indirizzo era elencato a Chantilly, Francia e nel 1939 la coppia viveva a Baltimora, Maryland. Suo marito era un violoncellista e un direttore d'orchestra. Lei insegnò arte alla St. Timothy's School di Catonsville, Maryland.
Kindler morì a Londra, Inghilterra nel 1980.

## Murale per la WPA
Nel 1939 la Kindler fu incaricata dalla Works Progress Administration (WPA) di completare un murale per l'ufficio postale di Ware Shoals, Carolina del Sud. La WPA era la più grande e ambiziosa agenzia del New Deal Americano e impiegava gli individui per realizzare progetti di lavori pubblici. Il lavoro finito del murale fu completato nel 1940 e intitolato American Landscape.

## Lavori
- 1915 The Canterbury Pilgrimage, murale nella High School di Filadelfia Ovest, Filadelfia, Pennsylvania.[2]
- 1940 American Landscape, murale nell'Ufficio Postale degli Stati Uniti, ufficio di Ware Shoals, Carolina del Sud